# Younousse Sankharé
Younousse Sankharé (Sarcelles, 10 september 1989) is een Franse voetballer van Mauritaanse origine die doorgaans als middenvelder speelt. Hij speelde onder meer voor Paris Saint-Germain en Bordeaux.

## Erelijst
| Coupe de France | 1x | 2013/14 |